# Chaetocanace biseta
Chaetocanace biseta är en tvåvingeart som först beskrevs av Friedrich Georg Hendel 1913.  Chaetocanace biseta ingår i släktet Chaetocanace och familjen Canacidae. Inga underarter finns listade i Catalogue of Life.